# Berluc
Berluc ist eine Rockband, die ihre großen Hits in der DDR hatte.

## Bandgeschichte
Berluc wurde Mitte der 1960er Jahre als Jazzband gegründet. Der Bandname leitet sich aus den Anfangsbuchstaben der Herkunftsstädte der Gründungsmitglieder Berlin und Luckenwalde ab. Die erste DDR-weite Aufmerksamkeit erlangten sie 1978 mit dem Lied Hallo Erde, hier ist Alpha, das einem Faible der Bandmitglieder für Science-Fiction-Literatur entsprang. Die Komposition stammt von Alexander Stehr, der Text von Sabine Heese. Siebenmal belegte der Titel Platz eins der Radio-DDR-Tip-Parade, in der Tip-Disko von Stimme der DDR war der Titel viermal auf Platz eins zu finden und in den DDR-Jahrescharts 1978 notierte das Lied auf Platz 7.  1979 erschien mit Reise zu den Sternen das Debütalbum beim DDR-Label Amiga, das als sehr hardrocklastig beschrieben wurde. Es folgte 1981 ein Album beim westdeutschen Label Teldec, das eine Zusammenstellung von Liedern des Debütalbums sowie weiterer Rundfunkaufnahmen enthielt, die zum Teil später auf der 1982er Amiga-LP Hunderttausend Urgewalten enthalten waren. Ihren nächsten Erfolg feierte Berluc 1983 mit dem Lied No Bomb, der als einer der ersten Metal-Hits der DDR bezeichnet wurde und Platz 1 der DDR-Jahreshitparade 1983 belegte. Im April 1984 tourte die Gruppe durch die Sowjetunion und begleitete im Sommer das tschechoslowakische Auto-Rodeo durchs Land. Das Lied Die Erde lebt gelangte im selben Jahr auf Platz 4 der Jahreshitparade. Ihr bislang erfolgreichstes Album erschien 1985 unter dem Titel Rocker von der Küste, der Titel bezog sich auf ihre Wahlheimat Rostock. Ihre letzten Hits in der DDR-Hitparade hatte Berluc 1988 mit Ganz nah (Platz 5) und Nach Hause (Platz 6).
Nach der Wende löste sich die Gruppe vorerst auf und startete 1993 ein Comeback. Sie geben wieder Konzerte, vorrangig in den neuen Bundesländern. Kopf der Band ist seit ihrer Gründung der Schlagzeuger Dietmar Ränker, der nach wie vor in Rostock lebt. Die übrigen Bandmitglieder leben in Halle und Berlin.

## Stil
Berluc spielt geradlinige Rockmusik mit vorrangig eigenen deutschen Texten.

## Diskografie
Singles
- 1977: Wer hat mein Geld / Disko-Typ
- 1978: Hallo Erde hier ist Alpha / Bleib Sonne bleib
- 1978: Computer 3/4× 7 Du bist kein Mensch
- 1980: Bernsteinlegende / Hunderttausend Urgewalten
- 1981: Bernsteinlegende / Hunderttausend Urgewalten
- 1982: Gradaus / No Bomb
- 1984: Die Erde lebt / Fieber
- 1985: Tausend Hände / Zeig dein Gesicht
- 1988: Wie ein Regenbogen (EP)
- 1994: Nachhaus (Maxi-Single, Polyband)

Studioalben
- 1979: Reise zu den Sternen (Amiga)
- 1981: Berluc (Teldec)
- 1982: Hunderttausend Urgewalten (Amiga)
- 1985: Rocker von der Küste (Amiga)

Sonstige
- 1996: Die Hits (Best of, BMG)
- 2006: Blaue Stunde – Die schönsten Balladen (Best of, Sony)
- 2010: Reise zu den Sternen (Re-Release, Sony)
- 2010: Rocker von der Küste (Re-Release, Sony)

## Besetzungen

### Bis zur Auflösung nach der Wende
- Dietmar Ränker – Schlagzeug
- Manfred Kähler – Gesang (bis 1988; † 2021)
- Alexander Stehr – Keyboard (bis 1983)
- Rainer Schilling – Keyboard (1984–1987)
- Günter Briesenick – Bassgitarre (bis 1981)
- Gerd Pöppel – Gitarre (bis 1982, wechselte zu Monokel)
- Uwe Carsten – Bassgitarre (1981)
- Wolfgang Hoffmann – Bassgitarre (1982–1984)
- Detlef Brauer – Gesang, Gitarre (1982–1984)
- Tino Schultheis – Bassgitarre (1984)
- Wilfried Kaminski – Gitarre (ab 1984)
- Ralf Dohanetz – Gesang (ab 1988)
- Bernd Fleischer – Gitarre, Keyboard (ab 1988, kam von Brigitte Stefan & Meridian, ging 1993 zu Factory of Art[8])
- Johannes Pistor – Gitarre (ab 1986)
- Andreas Schenker – Gesang (Anfang 1989–1991), ab 1993 solo unterwegs

### Seit 1993
- Dietmar Ränker – Schlagzeug
- Ronald Pilgrim – Gesang
- Uwe Carsten – Bassgitarre (seit 2012)
- Bert Hoffmann – Gitarre
- Uwe Märzke – Keyboard
- Tino Schultheis – Bassgitarre (1993–2012)